# Хан Чхэён
Хан Чхэён (кор. 한채영), настоящее имя — Ким Джиён (кор. 김지영; 13 сентября 1980, Тэгу, Южная Корея) — южнокорейская актриса.

## Биография
Ким Джиён родилась 13 сентября 1980 года в Тэгу (Южная Корея), но вскоре после своего рождения она переехала в США вместе со своей семьёй и выросла в пригороде Чикаго (штат Иллинойс). Она окончила «Adlai E. Stevenson High School» и «Dongguk University».
Во время одной из своих поездок в Корею, она, как сообщается, была обнаружена знаменитым корейским комиком, который предположил ей попытаться заняться актёрским ремеслом.

## Карьера
Хан снимается в кино с 2000 года и в настоящее время она сыграла более чем в 20-ти фильмах и телесериалах. Одной из самых известных ролей Чхэён является Мин Со Хён из телесериала «Мальчики краше цветов».

## Личная жизнь
С 2 июня 2007 года Хан замужем за финансовым экспертом Чой Донджуном. 5 марта 2013 года стало известно, что Чхэён находится на 11-й недели беременности с их с Донджуном первенцем.
28 августа 2013 года Хан Чхэён родила здорового мальчика.